# دورملتو
دورملتو (به ایتالیایی: Dormelletto) یک کومونه در ایتالیا است که در استان نووارا واقع شده‌است.

## خصوصیات
دورملتو ۷٫۰ کیلومترمربع مساحت و ۲٬۵۴۶ نفر جمعیت دارد و ۲۳۶ متر بالاتر از سطح دریا واقع شده‌است.